# The Cramps
The Cramps byla americká hudební skupina. Skupinu založilo duo Lux Interior a Poison Ivy v New Yorku, kam se přestěhovalo z Kalifornie. Později skupinou prošlo velké množství dalších hudebníků, ale žádný z nich s ní nehrál po celou dobu existence. Své první EP nazvané Gravest Hits skupina vydala v roce 1979 a jeho producentem byl Alex Chilton. Ten produkoval i první řadové album Songs the Lord Taught Us, které kapela vydala následujícího roku. Svůj poslední koncert skupina odehrála v roce 2006. O tři roky později zemřel Lux Interior, čímž skupina definitivně ukončila svou činnost.

## Diskografie
- Songs the Lord Taught Us (1980)
- Psychedelic Jungle (1981)
- A Date with Elvis (1986)
- Stay Sick! (1990)
- Look Mom No Head! (1991)
- Flamejob (1994)
- Big Beat from Badsville (1997)
- Fiends of Dope Island (2003)